# Кирак
Кирак (фр. Curac) насеље је и општина у западној Француској у региону Поату-Шарант, у департману Шарант која припада префектури Ангулем.
По подацима из 2011. године у општини је живело 123 становника, а густина насељености је износила 25,0 становника/km². Општина се простире на површини од 4,92 km². Налази се на средњој надморској висини од 92 метара (максималној 127 m, а минималној 47 m).

## Демографија
| 1962. | 1968. | 1975. | 1982. | 1990. | 1999. | 2011. |
| ----- | ----- | ----- | ----- | ----- | ----- | ----- |
| 133   | 159   | 135   | 118   | 112   | 110   | 123   |

График промене броја становника у току последњих година